# Mroczki Wielkie
Mroczki Wielkie (pronunciación en polaco: /ˈmrɔt͡ʂkʲi ˈvjɛlkʲɛ/) es un pueblo en el distrito administrativo de Gmina Szczytniki, dentro del condado de Kalisz, Gran Voivodato de Polonia, en el centro-oeste de Polonia. Se encuentra a unos 8 kilómetros al noreste de Szczytniki, 24 kilómetros al este de Kalisz, y 127 kilómetros al sureste de la capital regional Poznań.